# Пакзад, Сурая
Сурая Пакзад — афганская активистка за права женщин. В 1998 году она основала «Голос женщин», организацию, которая начинала с обучения девочек чтению, а затем предоставляла женщинам приют, консультации и профессиональную подготовку. Организация до 2001 года работала тайно из-за талибов. В двух случаях девочки, которых учили читать, были вынуждены сжечь свои книги, опасаясь быть пойманными. «Голос женщин» был назван официальной неправительственной организацией в 2001 году, а в 2002 году был зарегистрирован правительством Афганистана. Организация также помогала разрабатывать конституцию страны.
Пакзад получила Международную женскую награду за отвагу от государственного секретаря США и «Медаль Малали» от президента Афганистана в 2008 году. В 2009 году она вошла в список Time 100.
В 2010 году она получила почётную докторскую степень Пенсильванского университета и почетную степень младшего специалиста в области искусства Колледжа округа Берлингтон, а также награду Клинтона Global Citizen Award. В 2011 году Newsweek назвал её одной из 150 женщин, потрясших мир. В 2012 году она получила награду «Женщина-лидер года» от Австрийского фонда женского лидерства в Германии.